# Moschea di El Ghassiroun
La moschea di El Ghassiroun (in arabo مسجد الغاصرون‎?) è una moschea tunisina situata nella Medina di Tunisi.
Si tratta di un patrimonio mondiale dell'umanità dell'UNESCO insieme a tutti i monumenti dell'area della Medina di Tunisi.
Attualmente non esiste più.

## Storia
La moschea è stata costruita durante il periodo di Hafsid.

## Localizzazione
La moschea si trova in via El Ghassiroun.